# Reacción de Bodroux
La reacción de Bodroux es un método de síntesis de amidas que consiste en la reacción de un éster simple, alifático o aromático, con un halogenuro (Bromuro o yoduro) de aminomagnesio. Este último compuesto se prepara a partir de una amina primaria o secundaria y el reactivo de Grignard correspondiente.